# يحيى صلاح

يحيى صلاح (ولد في 1713 - توفي في 1805) حاخام يمني في القرن الثامن عشر ومؤلف كتاب (اسحاق).